# Petr Fuchs
Akademický architekt Petr Fuchs (3. květen 1948 Praha) je český architekt.

## Život
Narodil se v Praze. Vystudoval architekturu na Vysoké škole uměleckoprůmyslové v ateliéru prof. Josefa Svobody. Poté pracoval ve Státním ústavu památkové péče a ochrany přírody. V roce 1977 podepsal Chartu 77. Od roku 1980 pracoval ve svobodném povolání, před rokem 1989 založil ateliér FUXTEAM. 
Je členem České komory architektů a Obce architektů.

## Dílo

### Rekonstrukce památkových objektů
- Jablonné nad Orlicí[3]

### Muzea a výstavní expozice
- Muzeum Jana Husa v Kostnici 1980
- Výstava Praha srdce Evropy v Madridu 1985
- Náprstkovo muzeum - Expozice Austrálie, Oceánie 1990
- Muzeum Jana Amose Komenského v Uherském Brodě 1992
- Památník Jana Amose Komenského ve Fulneku, 1992
- Pavilon České republiky na Světové výstavě v Tedžon, Jižní Korea 1993
- Muzeum Bedřicha Smetany v Praze 1998
- Putovní výstava "Bedřich Smetana legenda mé vlasti", Kanada 1998
- Masarykovo muzeum v Hodoníně 2000
- Komorní muzeum Thurn Taxis, zámek Loučeň 2006
- Centrum Mistra Jana Husa, Husinec 2015

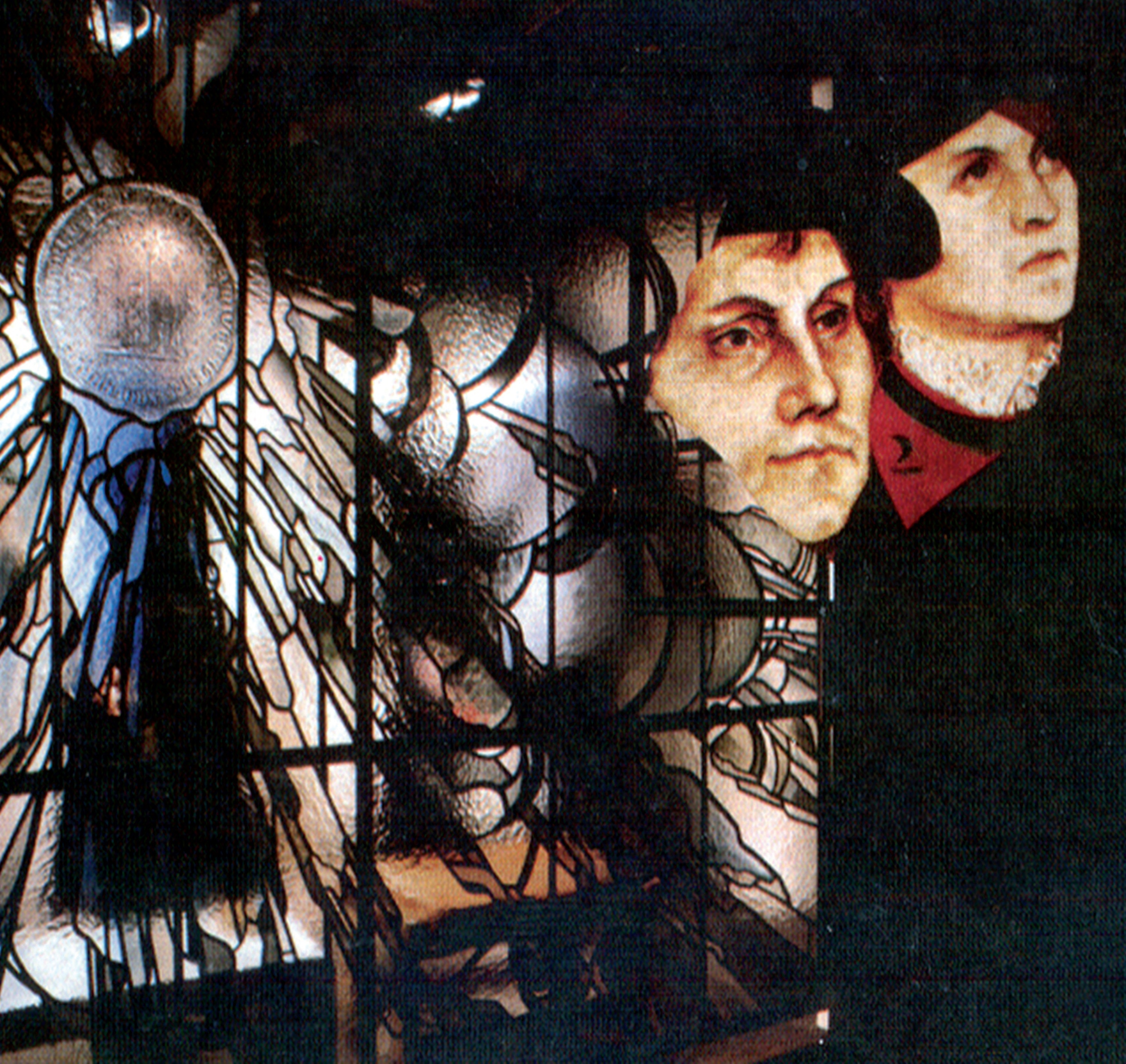
Pohled do expozice v Muzeu Jana Husa v Kostnici. 1980
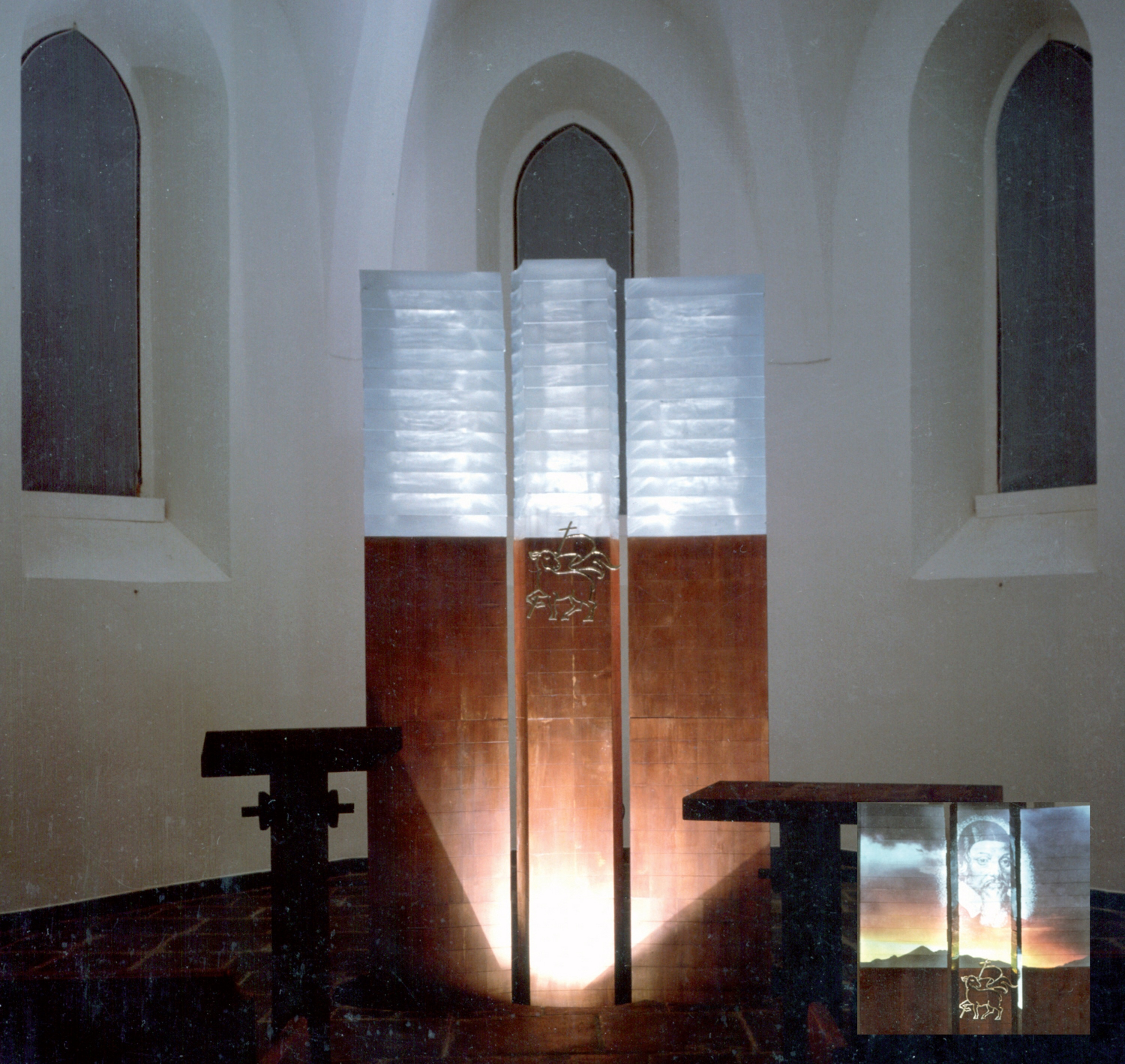
Pohled do expozice Památníku J. A. Komenského ve Fulneku. 1992

### Novostavby

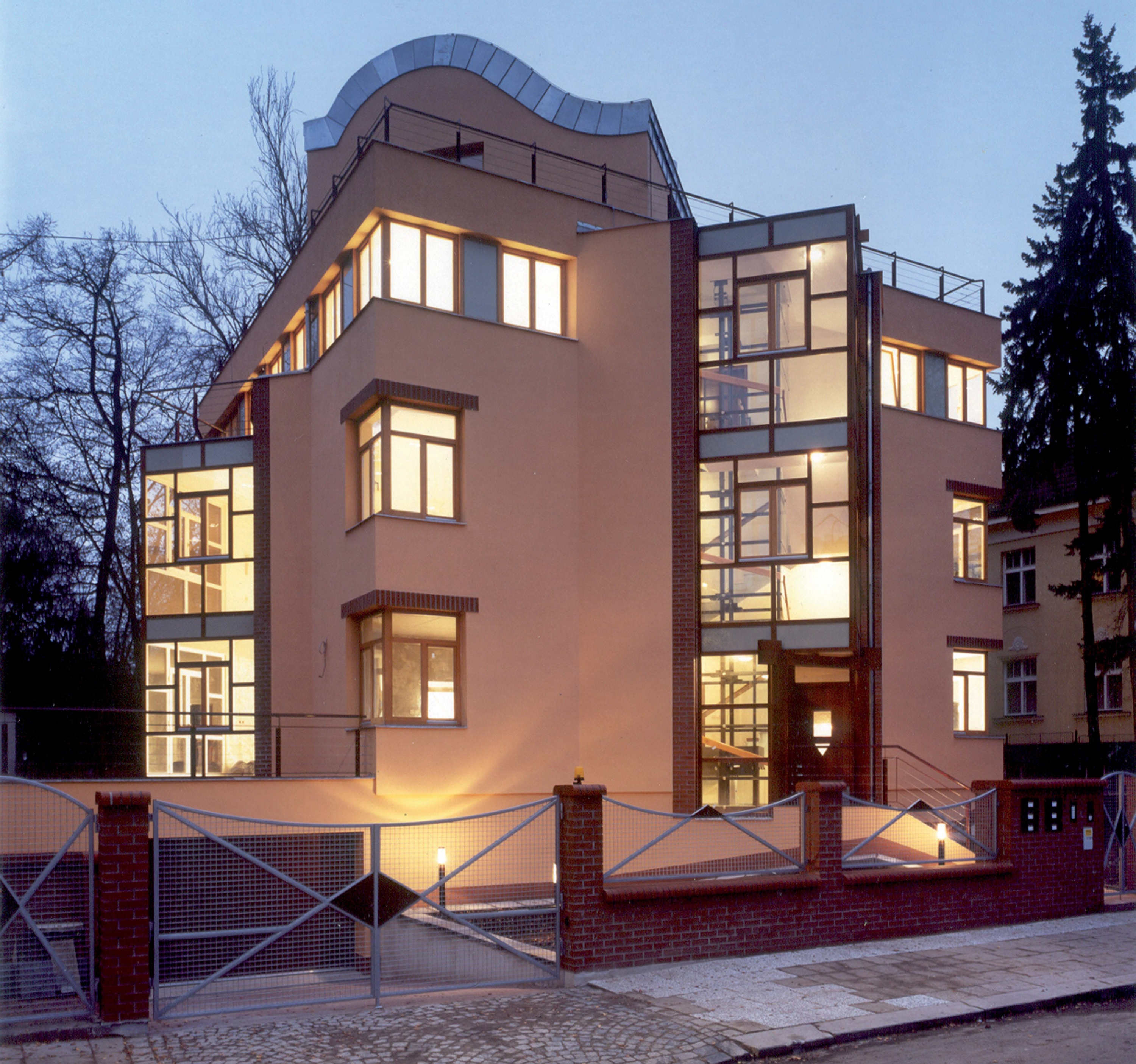
Vila Oktáva, Praha – Bubeneč, V Tišině č.p. 172, 2002
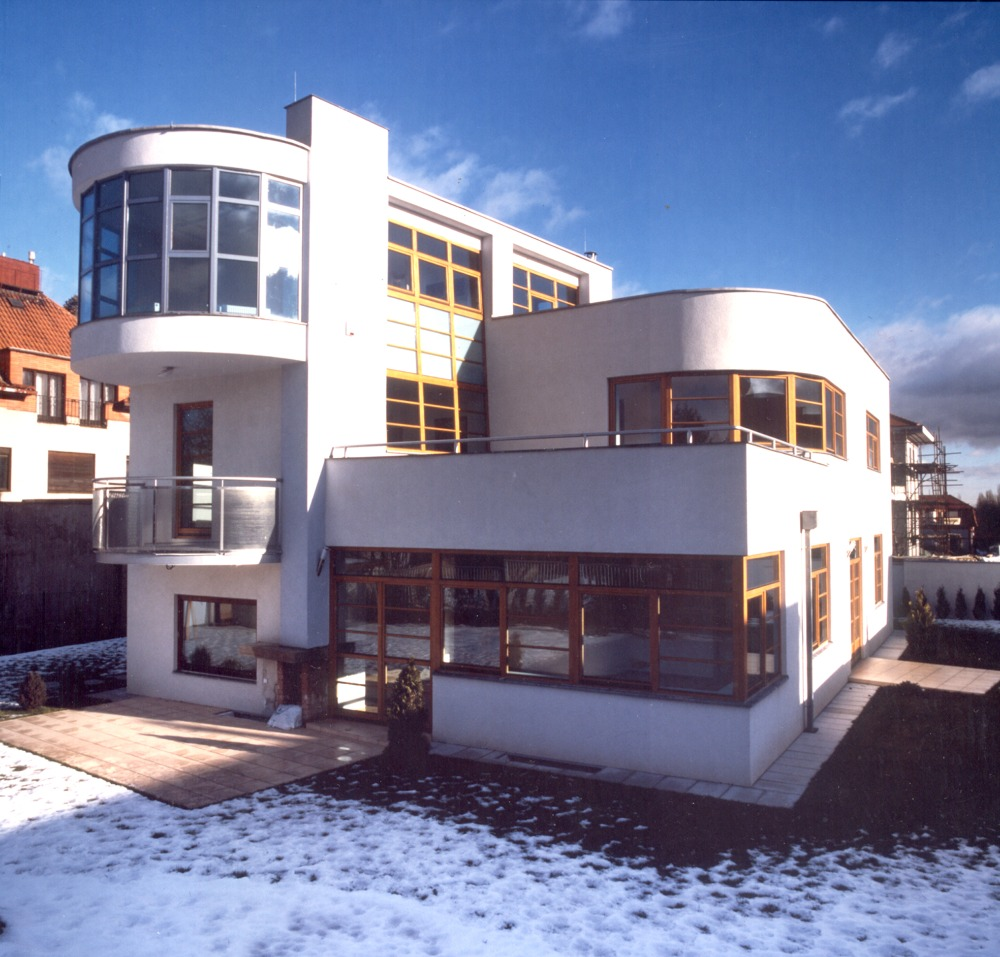
Vila Na břevnovské pláni – Praha 2004
- Vila Blanka – Praha 2006
- Dvanáct vil pro Českou čtvrť v Šanghaji – Čína 2007
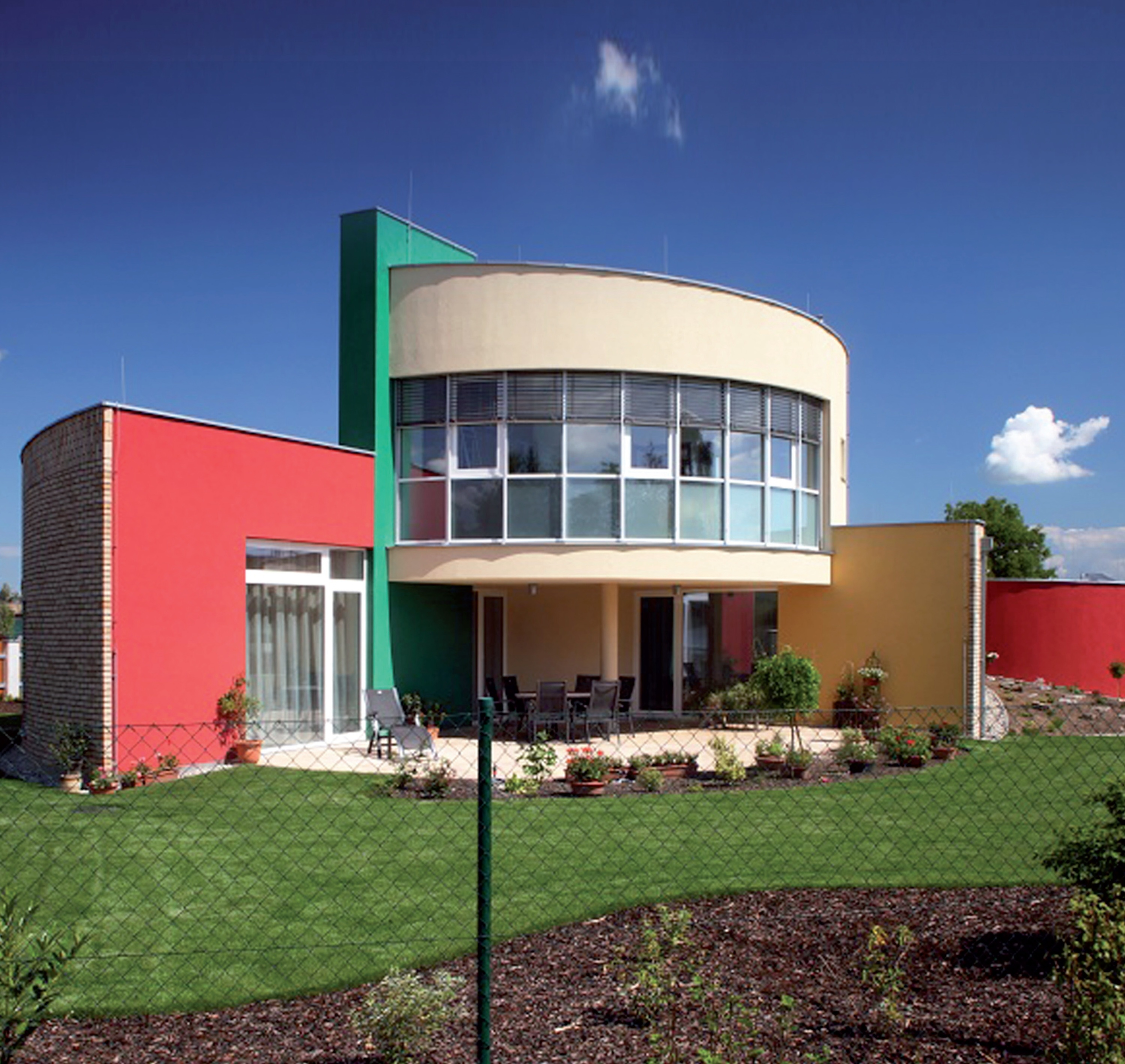
Vila Amonit - Horoměřice 2012    - Vila Oktáva, Praha 6, 2000
  - Vila Na břevnovské pláni, Praha 6, 2004
  - Vila Amonit, Horoměřice, 2012